# Jimmy Maurer
James Maurer, detto Jimmy (Lawrenceville, 14 ottobre 1988), è un calciatore statunitense, portiere dello Houston Dynamo.

## Palmarès

### Club

#### Competizioni nazionali
- Campionato NASL II: 3

New York Cosmos: 2013, 2015, 2016
- USL League One: 1

North Texas: 2019